# Caraparí
Caraparí és una ciutat del departament de Tarija a Bolívia. El seu nom es deu a un tipus d'arbre originari del lloc. L'any 2024 tenia una població de 15.650 habitants.